# Acacia pachyphylla
Acacia pachyphylla é uma espécie de leguminosa do gênero Acacia, pertencente à família Fabaceae.